# Автошлях B8 (Німеччина)
Федеральний автошлях 8 (B8, нім. Bundesstraße 8)  — німецька федеральна дорога, починається на голландському кордоні в Ельтені біля Еммеріх-ам-Райні, перетинає федеральні землі Північний Рейн-Вестфалія, Рейнланд-Пфальц, Гессен і Баварія з північного заходу на південний схід і закінчується в Пассау. По суті, він проходить паралельно до A3. В Австрії маршрут продовжується Nibelungen Straße (B 130) до Hartkirchen (біля Лінца). Федеральна траса 8 має протяжність 689 кілометрів.